# Calceta
Calceta est une ville située en Équateur, dans la province de Manabí. Elle est la capitale du canton de Bolívar.

## Géographie
La population de la ville était de 17 632 habitants au recensement de 2010.